# Der Anarchist
Unter dem Zeitschriftentitel Der Anarchist erschienen im Zeitraum von 1886 bis 1948 zumindest acht anarchistische Pressemedien, die unabhängig von verschiedenen Gruppen und Einzelnen in Chicago, St. Louis, Berlin, Leipzig, Hamburg, Wien und London herausgegeben wurden.

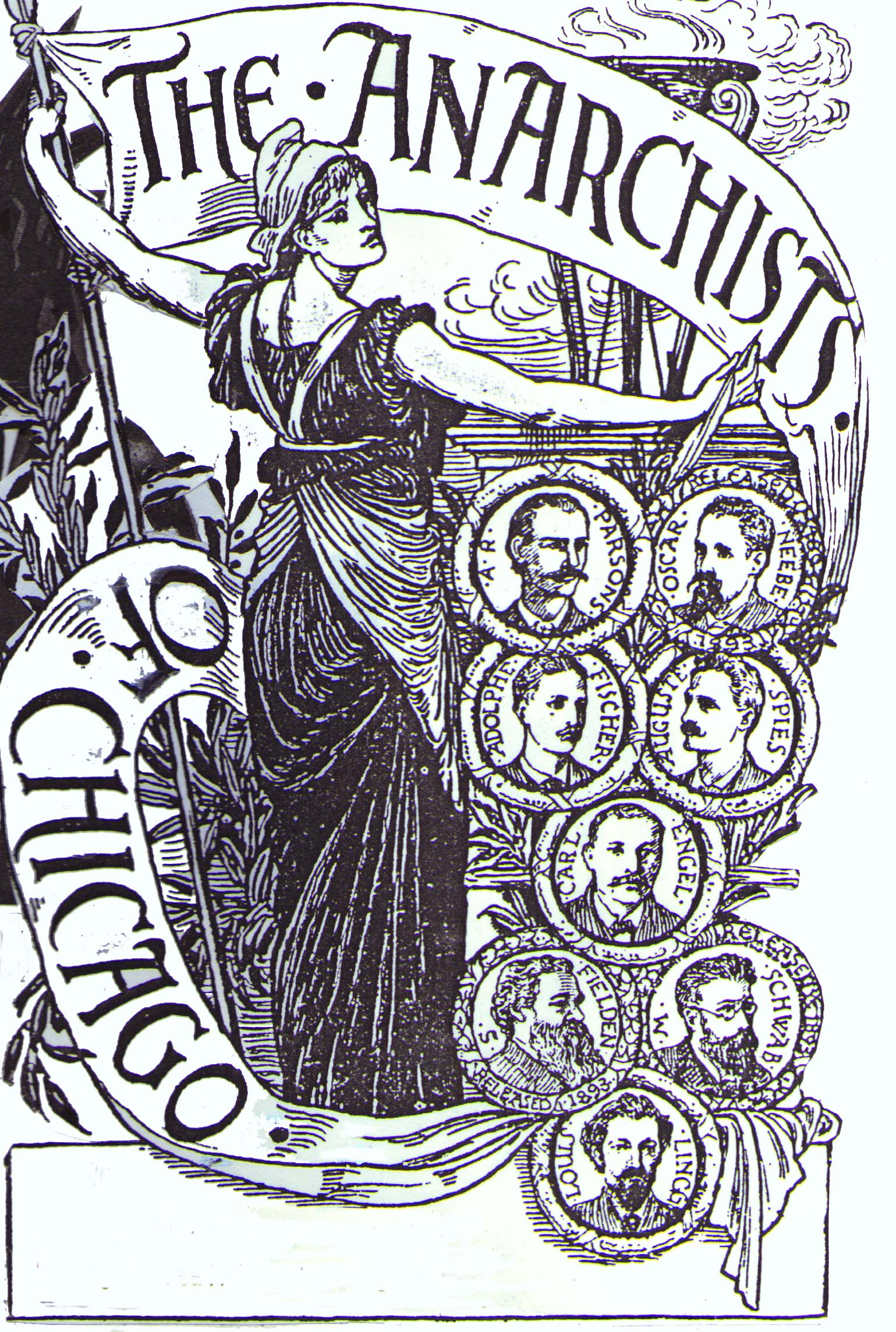
Dieser Schnitt der Anarchisten von Chicago von Walter Crane zirkulierte breit unter Anarchisten, Sozialisten und Gewerkschaftern.

## Chicago (1886)
Diese Zeitschrift erschien von Januar bis Mai 1886 mit vier Ausgaben und wurde von den autonomen Gruppen der Internationalen Arbeiter-Assoziation herausgegeben. Die Redaktion lag in den Händen von unter anderem Adolph Fischer, Georg Engel und Louis Lingg. Nachfolger von der Chicagoer Der Anarchist war die Zeitschrift Die Autonomie (1886 bis 1893).

## St. Louis (1889 bis 1895)
Der Anarchist war der Nachfolger von der gleichnamigen Publikation aus Chicago (1886), herausgegeben von den Autonomen Gruppen Amerikas, insbesondere von dem Radikalen Arbeiterbund. Sie erschien zuerst zweimal die Woche, ab dem 4. Jahrgang wöchentlich und seit 1894 wieder zweiwöchentlich. Der Untertitel lautete Anarchistisch-Communistisches Organ. Von August Spies wurde das Motto übernommen: „Die Zeit wird kommen, wenn unser Schweigen mächtiger sein wird, als die Stimmen, die ihr heute erdrosselt“. Redakteure waren Karl Masur (auch Carl Mazur geschrieben), Otto Rinke, Claus Timmermann und Josef Peukert. Artikel von Rudolf Rocker, Georges Etievant, Peter Kropotkin, Emma Goldmann und Georg Mazinger wurden veröffentlicht.

## Berlin (1903 bis 1907)
Anarchie ist Ordnung, Freiheit und Wohlstand für Alle war der Untertitel. Herausgeber waren Richard Klose, der ins Ausland flüchten musste und den ab 1903 Rudolf Lange ersetzte, Otto Weidt und Wilhelm Ehrenberg. In fünf Jahrgängen publizierte der Anarchistische Agitationsverein für Berlin und Umgebung 67 Ausgaben in unregelmäßiger Erscheinungsweise. Die Nummer 1 und 3 wurden nach dem damaligen Strafgesetzbuch verboten. Veröffentlicht wurden Beiträge und Texte von Jean Grave, Pierre Ramus, Arthur Arnould, Karl Henckel, Peter Kropotkin, Johann Most, Hans Müller, Erich Mühsam und anderen. Nachfolger des Berliner Blattes Der Anarchist war das Organ des sozialistischen Bundes, die Zeitschrift Der Sozialist, herausgegeben von Gustav Landauer und Margarete Faas. Max. M. Müller druckte die Zeitschrift ohne finanziellen Gegenleistung; 1915 wurde er zum Militär eingezogen, was das Ende von Der Sozialist bedeutete.

## Leipzig (1903 bis 1913)
Die Leipziger Zeitschrift Der Anarchist war das „Organ zur Propaganda des Anarchismus und Sozialismus“, herausgegeben von Arthur Holke mit einer Auflage von zunächst 2000, später 1000 Exemplaren und . Die Verbindung zwischen Anarchismus und Sozialismus mündet in den kommunistischen Anarchismus der die Arbeiter-Selbstverwaltung propagiert und ebenfalls den Staat als Herrschaftsform ablehnt.

## Berlin, Wien (1919)
Im Verlag Der neue Mensch erschienen war es nach eigener Aussage das Blatt der Anarcho-Sozialisten und konsequenten Antimilitaristen und sah sich als Organ der Deklassierten und Unzufriedenen. Die Anarcho-Sozialisten streb(t)en eine Verbindung zwischen kollektiver Verantwortung und individueller Freiheit an; der Staat als Herrschaftsinstrument wird abgelehnt. Wie viele Ausgaben die Zeitschrift in dem einen Jahrgang ihres Bestehens erreichte, ist nicht bekannt. Vorgänger war Der Sozialist (1909–1915), später integrierte „Der Anarchist“ in die Wiener Zeitschrift Revolution, die es auf 34 Ausgaben brachte.

## Hamburg (1921)
Zeitschriften zum Thema individualistischer Anarchismus waren und sind Ausnahmen unter den zahlreichen Pressepublikationen. So erschien von 1919 bis 1920 Der individualistische Anarchist von Benedict Lachmann. Im Oktober/November 1921 wurde die Nr. 1 von Der Anarchist, mit dem Untertitel „Zeitschrift für individualistische Kultur“ publiziert, herausgegeben von H. Gebert. Aus bislang nicht bekannten Gründen wurde nur eine Ausgabe realisiert zur Philosophie und Theorie dieser anarchistischen Weltanschauung. Bereits 1911 wurde das Korrespondenzblatt der Vereinigung individualistischer Anarchisten in Berlin mit 6 Ausgaben von Bernhard Zack herausgegeben. Der individualistische Anarchismus wurde unter anderem von John Henry Mackay (1864–1933) und in den 1970er Jahren von Kurt Zube vertreten. Diese Philosophie verbindet die Freiheit des Individuums mit den Interessen einer freien, sozialen Gesellschaft. „Es gab eine Grenze für seine Freiheit – die Freiheit anderer. Frei bin ich, wenn ich nicht durch andere gezwungen werde, etwas zu tun oder zu lassen, was ich nicht tun oder nicht lassen will, solange ich nicht selbst in diese gleiche Freiheit der anderen…. gewaltsam eingreife“. Uwe Timm war 1954 Herausgeber der beiden Zeitschriften Mahnruf junger Individualisten und zusammen mit Willy Huppertz Der junge Antiautoritäre. Beide Zeitschriften waren dem individualistischen Anarchismus gewidmet.

## Wien (1927 bis 1928)
Unter der Leitung von Pierre Ramus erstrebte die Wiener Zeitschrift mit dem Untertitel „Für freie Menschen und solche, die es werden wollen“, eine geistige und soziale Erneuerung im Sinne von Frieden, Gewaltlosigkeit und individueller Selbstbestimmung. Vorgänger von Der Anarchist war die ebenfalls von Ramus redigierte Zeitschrift Wohlstand für Alle und Nachfolger des Blattes Erkenntnis und Befreiung. In den 2 Jahrgängen ihres Erscheinens erreichte die wöchentlich erschienene Publikation 32 Ausgaben.

## London (1948)
Drei Jahre nach dem Zweiten Weltkrieg erschien von einer „Gruppe Bakunin“ unter der Herausgeberschaft von John Olday (1905–1977) in London das hektografierte Heft Der Anarchist in deutscher Sprache mit insgesamt 5 Ausgaben. Die Gruppe Bakunin, genannt nach dem russischen Revolutionär Michail Bakunin, wurde 1946 gegründet als Internationale Gruppe mit einer Sektion in Deutschland, welche das Blatt Mitteilungen Deutscher Anarchisten von März bis Juli 1948 veröffentlichte. Die Beiträge waren oftmals Übersetzungen oder Nachdrucke aus der Zeitschrift Freedom. John Olday ging eine Scheinehe mit der Widerstandskämpferin Hilda Monte ein und wanderte 1954 nach Australien aus. Die Zeitschrift Der Anarchist sollte dabei helfen eine anarchistische Bewegung in Deutschland aufzubauen. Bereits 1945 hatte Otto Reimers in Deutschland mit seiner Publikation Mahnruf das gleiche angestrebt.